# Necydalosaurus durantoni
Necydalosaurus durantoni là một loài bọ cánh cứng trong họ Cerambycidae.